# Stanowisko (hydrotechnika)

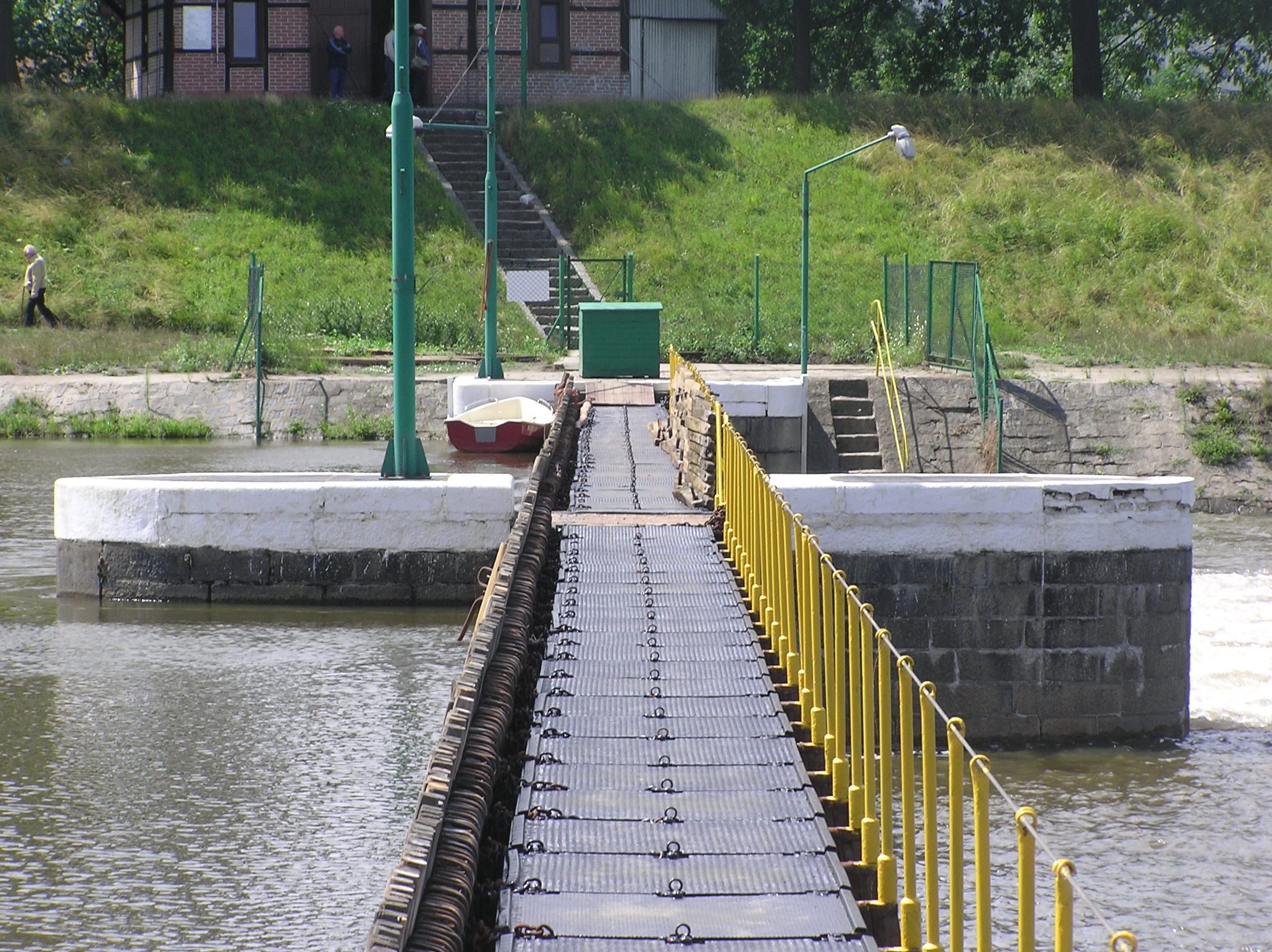
Jaz Psie Pole: po lewej stanowisko górne, wyższy poziom wodny; po prawej stanowisko dolne, niższy poziom wody

Stanowisko – odcinek cieku wodnego, zawarty pomiędzy dwoma kolejnymi stopniami wodnymi położonymi na danym cieku wodnym. Pojęcie to obejmuje także przypadki krańcowe, tzn. stanowisko dolne ostatniego (dolnego) stopnia wodnego na danym cieku, obejmuje dolny odcinek cieku poniżej stopnia i odpowiednio stanowisko górne pierwszego na cieku stopnia wodnego, obejmuje odcinek cieku powyżej tego pierwszego stopnia wodnego. Szczególnie czytelnym podziałem na stanowiska charakteryzuje się rzeka skanalizowana, tj. rzeka zestopniowana, której każdy odcinek znajduje się w zasięgu oddziaływania określonego stopnia wodnego, np. Odra od Koźla (górny, pierwszy stopień wodny) do Brzegu Dolnego (dolny, ostatni stopień wodny – Stopień wodny Brzeg Dolny), obejmujący 187 km odcinek tej rzeki. Również na kanałach wodnych, żeglugowych występuje podział na odpowiednie odcinki – stanowiska – rozdzielone kolejnymi śluzami lub innymi urządzeniami, np. Północna Droga Wodna we Wrocławiu (kolejno: Śluza Bartoszowice, Śluza Zacisze, Śluza Różanka, Śluzy Rędzin). W przypadku zapór górne stanowisko obejmuje zbiornik wodny utworzony poprzez budowę danej zapory, a dolne to urządzenia wypadowe dla tej zapory. W przypadku kaskady zapór na cieku może również występować ciąg następujących po sobie stanowisk, np. istniejący zalążek planowanej niegdyś kaskady górnego Sanu, tj. Zapora Solińska (górne stanowisko: Jezioro Solińskie, dolne stanowisko: Jezioro Myczkowskie), Zapora Myczkowska (górne stanowisko: Jezioro Myczkowskie, dolne stanowisko: San).

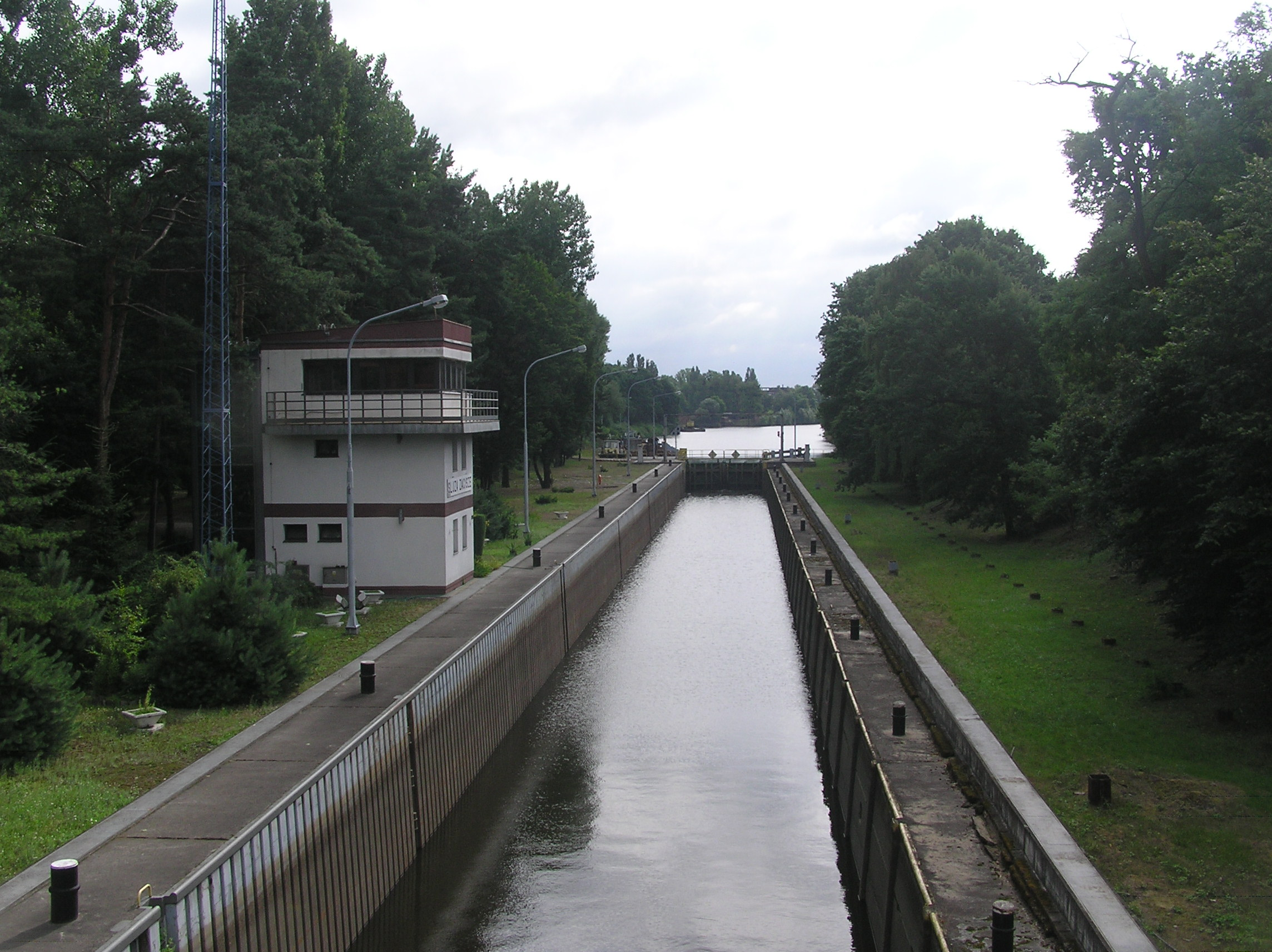
Śluza Zacisze: za zamknięciem górnym (wrota wsporne), stanowisko górne – Kanał Żeglugowy

Jak wyżej zapodano, konkretne stanowisko może być stanowiskiem:
- górnym i
- dolnym,

przy czym podział ten odnieść można tylko do określonej, konkretnej budowli piętrzącej. To samo stanowisko bowiem może być dla jednej budowli piętrzącej stanowiskiem dolnym, a dla kolejnej (następnej) stanowiskiem górnym (patrz: przykład wyżej – Jezioro Myczkowskie, której jest stanowiskiem dolnym dla Zapory Solińskiej i stanowiskiem górnym dla Zapory Myczkowskiej). Inny przykład to Kanał Żeglugowy we Wrocławiu, którego zasadniczy, środkowy odcinek jest stanowiskiem dolnym dla Śluzy Bartoszowice i równocześnie stanowiskiem górnym dla Śluzy Zacisze. Jedynie dolne stanowisko ostatniej budowli piętrzącej nie jest stanowiskiem górnym, żadnego (jakiegokolwiek) stopnia wodnego i stanowisko górne pierwszej budowli piętrzącej nie jest stanowiskiem dolnym dla żadnego (jakiegokolwiek) stopnia wodnego.
I analogicznie do powyższego, z punktu widzenia stanowiska, można wyróżnić:
- stopień wodny górny dla stanowiska i
- stopień wodny dolny dla stanowiska, zamykający dane stanowisko, który steruje poziomem wody w danym stanowisku.

Stan wody w danym stanowisku kształtowany jest więc przez stopień dolny dla stanowiska (zamykający dane stanowisko), bowiem budowla piętrząca ma wpływ i steruje poziomem wody swojego stanowiska górnego. Poziomy wodny na kolejnych stanowiskach, podczas normalnej eksploatacji obiektów, są różne, tworząc „schodkowy” układ poziomów wody od najwyższego na stanowisku górnym pierwszego stopnia wodnego na cieku, do najniższego na stanowisku dolnym ostatniego stopnia wodnego.

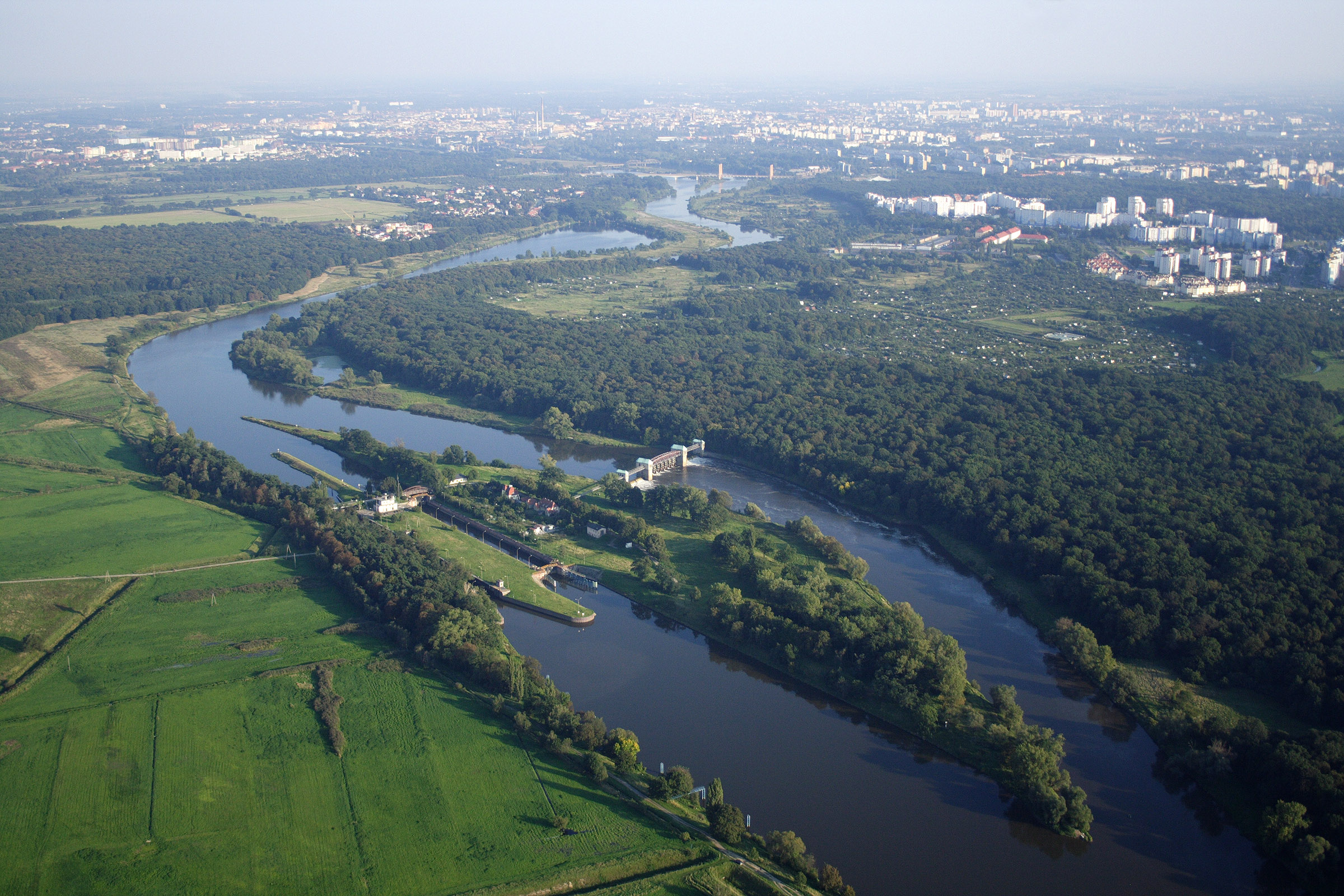
Stopień Wodny Rędzin: stanowisko górne powyżej stopnia biegnie w kierunku centrum miasta, stanowisko dolne poniżej stopnia w kierunku Brzegu Dolnego

W bardziej rozbudowanych węzłach wodnych dane stanowisko może mieć kilka budowli piętrzących górnych oraz kilka budowli piętrzących dolnych. Przykładem może być we Wrocławskim Węźle Wodnym stanowisko w ramach którego zbiegają się wszystkie trzy szlaki wodne przebiegające przez Wrocław, ograniczone następującymi stopniami wodnymi:
- jako dolny stopień dla tego stanowiska: Stopień Wodny Rędzin (Jaz Rędzin, Śluza Rędzin),
- jako górne stopnie dla tego stanowiska:
  - Stopień Wodny Różanka (Jaz Różanka, Śluza Różanka), na Głównej (Północnej) Drodze Wodnej,
  - Stopień Wodny Psie Pole (Śluza Miejska), na Miejskiej Drodze Wodnej (szlaku bocznym),
  - Mieszczański Stopień Wodny (Śluza Mieszczańska, Jaz Elektrowni Wodnej Wrocław I, Jaz Elektrowni Wodnej Wrocław II, Elektrownia Wodna Wrocław I, Elektrownia Wodna Wrocław II), na śródmiejskim szlaku wodnym.

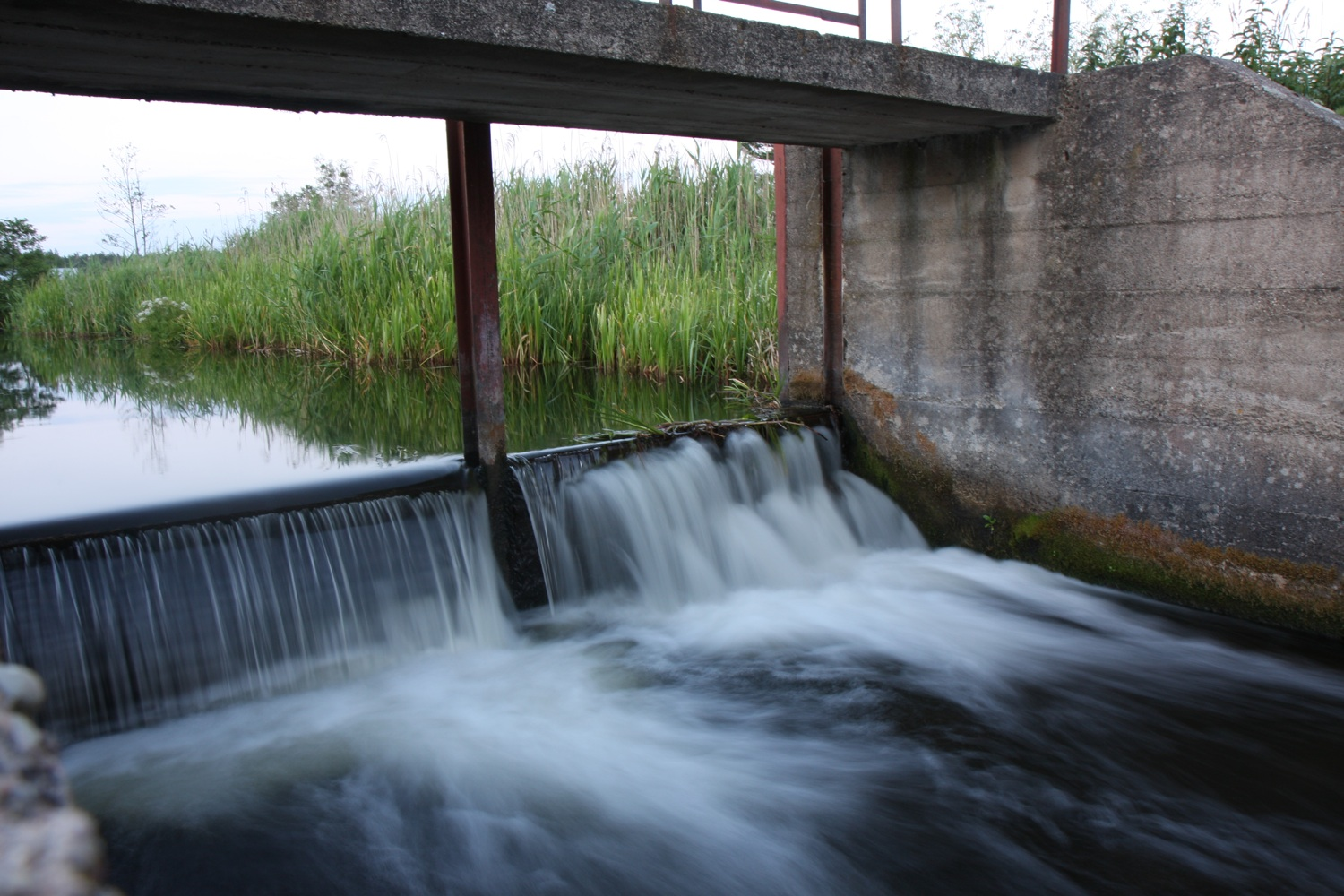
jaz na rzece Blizna, widok od strony stanowiska dolnego w kierunku stanowiska górnego